# 509-E
 (juillet 2025).
509-E est un groupe brésilien de hip-hop, originaire de São Paulo.

## Histoire

### Première phase
Le groupe se forme par Dexter et Afro-X, deux jeunes hommes pauvres nés à Vila Calux, dans la banlieue violente de São Bernardo do Campo, dans la région ABC de São Paulo. En 1990, ils ont chacun monté leur propre groupe de rap : celui de Dexter, Snake Boys, et celui d'Afro X, Suburbanos. C'est également à cette époque qu'ils ont commencé à être impliqués dans la criminalité. En 1994, Afro X est arrêté pour vol à main armée et en 1998, Dexter est également arrêté.
Le groupe tire son nom de la cellule qu'il partageait au cinquième étage du pavillon 7 de la Casa de Detenção et devient le porte-parole de tous ceux qui souffrent en prison au Brésil en abordant dans ses textes le quotidien violent de la périphérie et des pénitenciers. C'est par le biais du label Só Rap, du label Atração, que le premier album de 509-E, intitulé Provérbios 13, sort avec 12 titres au deuxième trimestre 2000. L'album est enregistré au cours de quatre séjours en prison. En plus de leur talent vocal, l'équipe de producteurs de Provérbios 13, composée de Mano Brown et Edi Rock (tous deux de Racionais MC's), DJ Hum (partenaire de Thaíde) et MV Bill, réussit à promouvoir le groupe. Ils reçoivent également le soutien de la « marraine des prisonniers », l'actrice Sophia Bisilliat, créatrice du projet Talentos Aprisionados, une initiative du système pénitentiaire de l'État de São Paulo. Proverbes 13 se vend à 90 000 exemplaires officiels, sans compter les disques piratés.
Par la suite, Dexter poursuit une carrière solo et sort deux albums ; Afro-X reste dans le rap pendant un certain temps, le quitte puis revient, épouse la chanteuse Simony,, et devient éducateur.
En 2009, un documentaire sur 509-E, intitulé Between Light and Shadow, sort. Réalisé par Luciana Burlamaqui, il examine la violence au Brésil du point de vue de la formation du duo Dexter et Afro-X à l'intérieur de Carandiru,. Sorti en novembre 2009, il est primé lors de la 4e Mostra Cinema e Direitos Humanos na América do Sul.

### Retour
Amis d'enfance, Dexter et Afro-X ne se parlent pas pendant plus de dix ans. Après 16 ans, en 2019, le duo remonte sur scène pour une série de concerts célébrant 20 ans de partenariat, appelée Vivos,,,. Le premier concert a lieu à São Paulo le 24 août à l'Audio Club,,.
En mars 2021, ils sortent le single Freedom Sang.
En octobre 2022, ils s'associent à l'auteur-compositeur-interprète Hyldon pour sortir le single et le clip Liberdade Pra Sonhar.

## Discographie
- 2000 : Provérbios 13
- 2002 : MMII DC (2002 Depois de Cristo)

## Distinctions
| Année | Prix         | Catégorie  | Réf.   |
| ----- | ------------ | ---------- | ------ |
| 2000  | Prêmio Hutúz | Révélation | [ 18 ] |